# Les Vrilles de la vigne

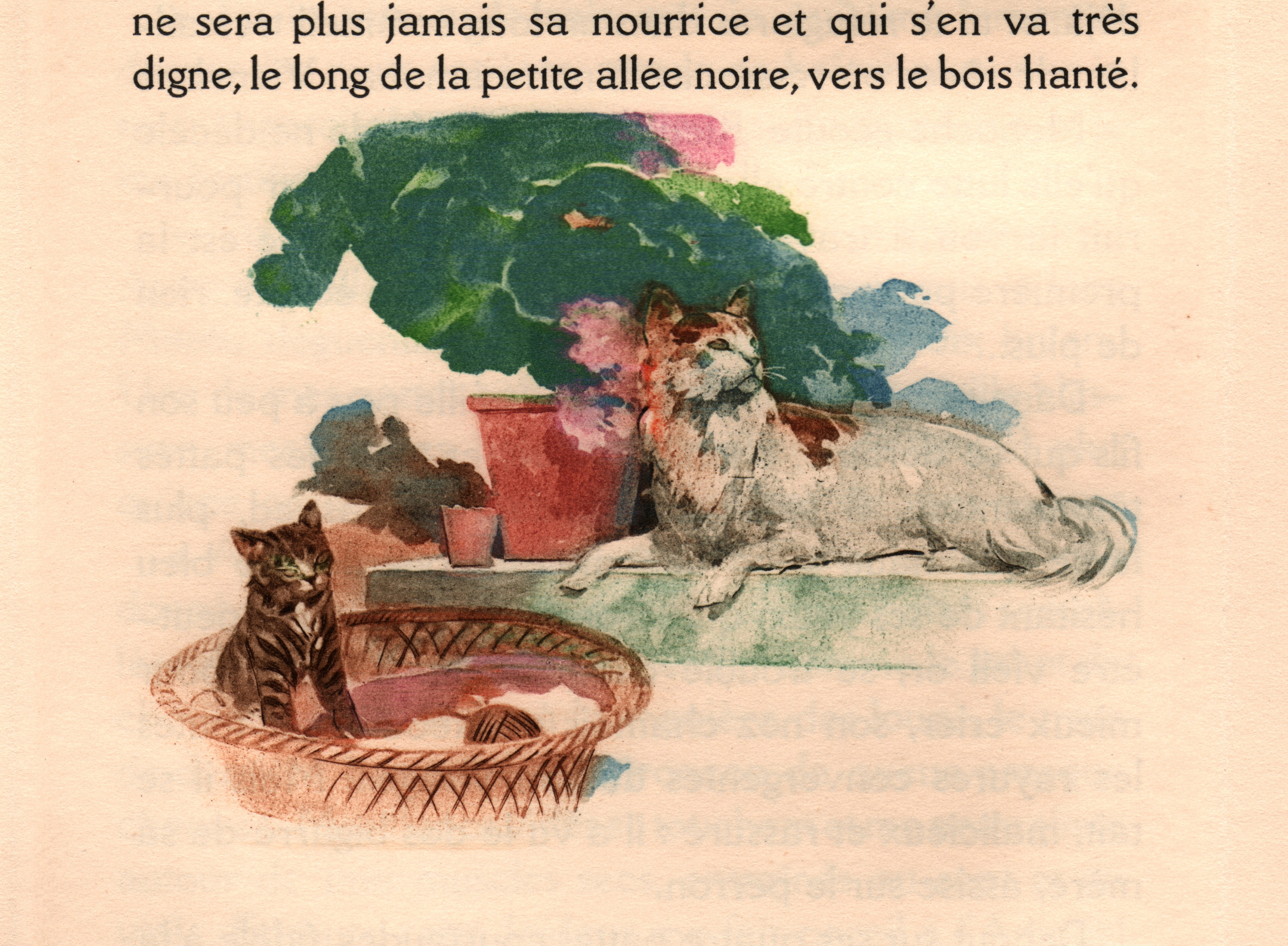
Ilustracja autorstwa René Lelonga do książki Colette "Les Vrilles de la vigne"

Les Vrilles de la vigne (dosłownie: Pędy winorośli) – zbiór nowel Colette wydany w 1908 roku.
Są to krótkie nowele o treści zaczerpniętej z życia autorki, w których wyraża ona swoje zamiłowanie do przyrody i nostalgię wobec wsi, w której spędziła dzieciństwo.

## Treść
- Les Vrilles de la vigne
- Rêverie de nouvel an
- Chanson de la danseuse
- Nuit blanche
- Jour gris
- Le Dernier Feu
- Amours
- Un rêve
- Nonoche
- Toby-Chien parle
- Dialogue de bêtes
- Maquillages
- Belles-de-jour
- De quoi est-ce qu'on a l'air ?
- La Guérison
- Le Miroir
- La Dame qui chante
- En baies de Somme
- Partie de pêche
- Music-halls